# Capo di tutti capi
L'expression Capo di tutti capi ou Capo dei capi signifie « chef de tous les chefs » en italien. C'est une expression principalement utilisée par les médias, le grand public et les forces de l'ordre pour désigner le chef suprême de la mafia sicilienne et italo-américaine, c'est-à-dire le « parrain des parrains ».
Le titre fut publiquement reconnu aux États-Unis lors de la Commission Kefauver en 1950.

## Mafia italo-américaine
Le titre fut appliqué pour la première fois à Giuseppe Morello aux alentours de 1900 puis à Joe Masseria (1922-1931) et Salvatore Maranzano (1931). Ce dernier l'utilisa pour centraliser et contrôler toutes les factions mafieuses. Cela provoqua de nombreuses tensions (dont la guerre des Castellammarese), ce qui entraina l'assassinat de Maranzano. Son successeur, Lucky Luciano créa la Commission, qui constitua une alternative aux conflits internes. La Commission est constituée des cinq parrains des cinq familles de New York plus les parrains de trois autres. Le titre officieux de capo di tutti capi n'est donné qu'aux plus puissants des parrains des cinq familles de New-York. Charlie « Lucky » Luciano était le membre le plus puissant de la Commission de 1931 à 1946. Quand Luciano fut expulsé, ce fut Frank Costello (1946-1957) et, plus tard, Vito Genovese (1957-1959) qui se succédèrent au poste de patron de la famille Genovese et de capo dei capi. Puis le titre échoit à Joe Bonanno, patron de la famille Bonanno de 1959 à 1962. Carlo Gambino (1962-1976), Paul Castellano (1976-1985), et John Gotti (1985-1992), tous trois parrains successifs de la famille Gambino, devinrent Capo de tutti capi. Avec la chute de Gotti, ce fut Vincent Gigante (famille Genovese) qui prit la place de 1992 à 1997. Le terme tomba en désuétude car Joseph « Big Joey » Massino (en) (famille Bonano) n'était reconnu que par quatre des cinq familles de New York. À la suite de sa collaboration avec le FBI, le titre n'a pas été repris.

## Cosa Nostra
Cette position n'existe pas dans la Cosa Nostra en Sicile. Dans les médias, le parrain Calogero Vizzini incarnait le parrain traditionnel « chef de tous les chefs ». Bien que les témoignages de repentis célèbres, comme Tommaso Buscetta, témoignèrent que cette position n'ait jamais existé. Malgré cela, les médias se plaisent à désigner un prétendant.
- Calogero Vizzini de 1926 à 1954
- Giuseppe Genco Russo de 1954 à 1964
- Salvatore Greco de 1958 à 1963,
- Luciano Liggio de 1963 à 1974,
- Gaetano Badalamenti de 1974 à 1976,
- Michele « il papa » Greco de 1976 à 1982,
- Salvatore « Totò » Riina de 1983 à 1993 et de 2006 jusqu'à sa mort en 2017
- Leoluca Bagarella de 1993 à 1995,
- Bernardo Provenzano de 1993 à 2006,
- Salvatore Lo Piccolo de 2006 à 2007,
- Matteo Messina Denaro de 2007 à 2023.